# Ann Grant
Ann Mary Gwynne Grant (Harare, 6 de mayo de 1955) es una exjugadora zimbabuense de hockey sobre césped.

## Trayectoria
Grant disputó Juegos Olímpicos de Moscú 1980 con la selección de Zimbabue. El seleccionado africano entró al torneo por invitación, debido al boicot que hicieron varios países a la competencia. Fue la capitana de la selección que obtuvo la primera y única medalla de oro para su selección.